# Lotyšská vlajka

Lotyšská vlajka
Poměr stran: 1:2

Lotyšská námořní válečná vlajka
Poměr stran: 2:3

Vlajka Lotyšska je tvořena listem o poměru stran 1:2 se třemi vodorovnými pruhy: karmínovým, bílým a karmínovým v poměru šířek 2:1:2. Karmínova barva na vlajce byla zvolena heraldickou komisí jako Pantone 1807C.
Karmínově tmavočervená barva symbolizuje krev prolitou v minulých dobách, bílá reprezentuje pravdu, právo, čest a pravdomluvnost občanů. Tmavočervená barva je ve světě nazývána jako „lotyšská červeň“ a odlišuje lotyšskou vlajku od podobné vlajky rakouské. Bílá a karmínová se staly národními barvami už v době, kdy Lotyšsko s jižním Estonskem tvořily dohromady jeden celek zvaný Livonsko.

Rozměry lotyšské vlajky
Vlajka lotyšského prezidenta Poměr stran: 2:3
Vlajka lotyšského premiéra Poměr stran: 2:3
Lotyšská lodní vlajka (Naval Jack) Poměr stran: 2:3

## Historie
Již v 10.–13. století na území dnešního Lotyšska existovaly nezávislé státní útvary Ersika, Koknese a Tálava. Jejich území bylo dobyto řádem livonských rytířů, který se v roce 1237 spojil s řádem německých rytířů. Ten ovládl Livonsko až do 16. století. V průběhu livonských válek (1558–1583) bylo území rozděleno (1562) mezi Polsko a Švédsko. V roce 1629 získalo Švédsko severozápad území. Po Severní válce (1721) připadla velká část Lotyšska Rusku, které do roku 1795 postupně připojilo i zbytek území. Rusko toto území rozčlenilo na Kuronskou, Livonskou (dnešní jižní Estonsko) a Vitebskou gubernii a na těchto územích začalo užívat ruské vlajky. Ty se tak staly prvními státními vlajkami v moderních dějinách dnešního Lotyšska.
Na konci 60. let 19. století našel tehdejší student, folklorista a pozdější profesor Jēkabs Jūsmiņš (1847—1928) ve Starší rýmované kronice Livonského řádu z roku 1279 zmínku o užívání praporu s vodorovnými, stejně širokými červeno-bílo-červenými pruhy, starými lotyšskými kmeny v boji proti kmenům estonským. Lotyšská vlajka proto patří k nejstarším na světě. Se vzrůstajícím lotyšským národním hnutí byla tato vlajka v roce 1870 užita lotyšskými studenty Tartuské univerzity v Estonsku poprvé jako etnická vlajka. Popularita vlajky vzrůstala, po okupaci části Lotyšska Německem v roce 1914 se v roce 1915 lotyšské carské jednotky formovaly pod touto vlajkou (není obrázek).
Pro možnost záměny s rakouskou vlajkou (ta měla poměr stran 2:3) byl, po návrhu lotyšských umělců, v květnu 1917 změněn odstín červené barvy na etnické vlajce na karmínovou a po doporučení malíře Ansise Cirulise byla změněna šířka bílého pruhu na 1/5 šířky listu. Tato vlajka byla shodná se současnou vlajkou.
Po únorové revoluci v Rusku byla v Lotyšsku ustanovena moc sovětů a země se stala prakticky autonomní ruskou republikou. Kromě rudých praporů s různými revolučními hesly se žádné oficiální vlajky neužívaly. Kromě rudých vlajek (různých poměrů stran, odstínů a někdy s různými revolučními hesly) se jiné vlajky neužívaly. V únoru 1918 bylo celé území Lotyšska obsazeno Německem. 3. března podepsalo sovětské Rusko s Německem Brestlitevský mír, tuto smlouvu však 13. listopadu 1918 anulovalo. Po odchodu Němců bylo 18. listopadu na části území vyhlášeno nezávislé Lotyšsko. Neoficiální vlajkou se stala vlajka shodná s vlajkou současnou.
Lotyšsko muselo čelit útokům ze sovětského Lotyšska, kde byla v lednu 1919 vyhlášena Sovětská socialistická republika Lotyšska. Vlajkou, popsanou v článku 30 ústavy z 15. ledna 1919, byla rudá vlajka s písmeny S.S.R.L. nebo nápisem Socialistická sovětská republika Lotyšska. Nebyl určen poměr stran vlajky, barvy ani jazyk písmen. Pravděpodobně se užívala žlutá písmena v Lotyštině: L.S.P.R. neboli Latvijas Sociālistiskā Padomju Republika. 13. ledna 1920 bylo území sovětského Lotyšska dobyto příznivci lotyšského premiéra Kārlise Ulmanise a SSRL zanikla. Nezávislost Lotyšska byla sovětskou vládou uznána 11. srpna 1920.
10. srpna 1922 vydal lotyšský kabinet ministrů výnos O státní a obchodní vlajce, vlajkách osobních, služebních, rezortních a vlajkách válečných lodí, který potvrzoval vlajku z roku 1918, avšak s poměrem stran 2:3. 6. ledna 1923 byl schválen zákon s účinností od 20. ledna stejného názvu, ale s uvedeným poměrem stran vlajky 1:2.

Vlajka Ruského impéria v Lotyšsku (1721–1917) Poměr stran: 2:3

V říjnu 1939 si Sovětský svaz vynutil smlouvu o vzájemné pomoci. 17. června 1940 vstoupila Rudá armáda na lotyšské území a 21. července byla vyhlášena Lotyšská sovětská socialistická republika, která byla 5. srpna začleněna do Sovětského svazu. Na mezinárodní úrovni byla země reprezentována sovětskou vlajkou.
25. srpna 1940 byla při přijetí ústavy Lotyšské SSR zavedena lotyšská státní vlajka (popsaná v článku 117) o poměru stran 1:2, která byla tvořena rudým listem se zlatým srpem a kladivem v žerďovém, horním rohu, nad nimiž jsou zlatá písmena. Nedokonalý popis byl 6. září usnesením prezidia Nejvyššího sovětu LoSSR doplněn: zkřížený srp a kladivo měl nad sebou písmena LPSR a zabíral 1/8 plochy vlajky.
Za II. světové války bylo Lotyšsko v letech 1941–1944 okupováno  Německem a patřilo od 1. září 1941 jako Generální okres Lotyšsko (Generalbezirk Lettland) pod Říšský komisariát Ostland (Reichskommissariat Ostland). Užívaly se tehdejší německé vlajky, od 18. listopadu 1941 bylo Generálnímu direktoriátu a místním orgánům samosprávy povoleno vyvěšovat (spolu s německou vlajkou) i lotyšskou červeno-bílo-červenou vlajku. Během července až listopadu roku 1944 bylo Lotyšsko dobyto zpět sovětskými vojsky a opět zavedeny symboly z roku 1940.

Sovětská vlajka v Lotyšsku (1940–1941 a 1944–1955) Poměr stran: 1:2
Vlajka Lotyšské sovětské socialistické republiky (1940–1941 a 1944–1953) Poměr stran: 1:2
Německá vlajka v Lotyšsku (1941–1944) Poměr stran: 3:5

17. ledna 1953 byla výnosem prezidia Nejvyššího sovětu LoSSR schválena nová vlajka svazové republiky, schválená následně 23. února zákonem, který změnil čl. 116 ústavy. Vlajka byla tvořena listem o poměru stran 1:2, na nějž je položeno pět různobarevných polí: rudé, široké 2/3 šířky vlajky, dvě a dvě zvlněná pole - střídavě bílá a modrá. V horním rohu je v rudém poli ve vzdálenosti 1/5 délky listu zobrazen zlatý srp s kladivem a nad nimi rudá, zlatě lemovaná, pěticípá hvězda. Přesné rozměry byly stanoveny až Nařízením o státní vlajce Lotyšské SSR – schváleným 28. února 1967 výnosem prezidia Nejvyššího sovětu LoSSR. 27. dubna 1981 byla tato vlajka usnesením Nejvyššího sovětu LoSSR změněna: na lícové straně byl vypuštěn emblém srpu, kladiva a hvězdy. Změna se však v praxi prakticky neuplatňovala.

Vlajka Lotyšské sovětské socialistické republiky (1953–1981) a  (1981–1988/90) Poměr stran: 1:2
Rubová strana vlajky Lotyšské SSR (1981–1988/90)
Sovětská vlajka v Lotyšsku (1955–1980) a  (1980–1991) Poměr stran: 1:2
Rubová strana sovětské vlajky v Lotyšsku (1980–1991)

V průběhu uvolňování režimu na konci 80. let byla 7. října 1988 uznána Nejvyšším sovětem LoSSR lotyšská vlajka z let 1918–1940 za národní symbol země. 11. listopadu 1988 byla vlajka na Rižském zámku poprvé vyvěšena. 15. února 1990 (s účinností od 27. února 1990) schválil tento orgán změnu článků 168–170 ústavy a vlajka se stala státní vlajkou Lotyšské SSR. 4. května 1990 byla přijata deklarace o svrchovanosti Lotyšska v rámci SSSR a název země byl změněn na Lotyšská republika. 21. srpna 1991 byla vyhlášena plná nezávislost.
11. dubna 1995 zvolila heraldická komise oficiální karmínovou barvu na vlajce – PMS 1807C.

## Vlajky lotyšských historických zemí

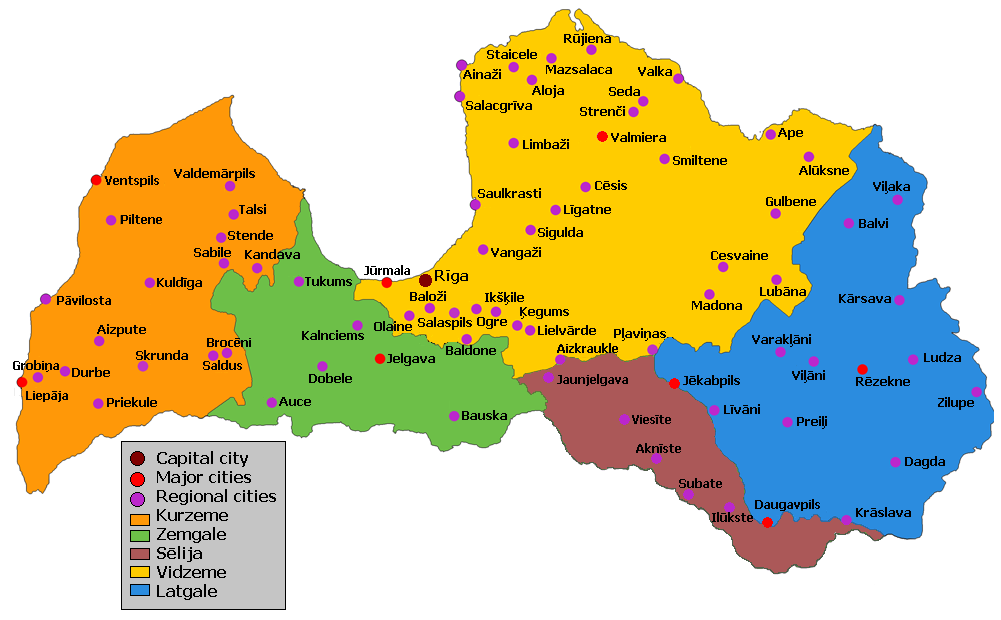
Lotyšské historické země

Lotyšsko je tvořeno pěti historickými zeměmi, které jsou uvedeny i v zákoně o historických zemích, přijatém 16. června 2021 – Kuronsko, Latgalsko, Sélsko, Vidzeme a Zemgalsko).
Historické země mohou užívat své symboly. První vlajkou historické země se 19. dubna 2023 stala vlajka Latgalska, kterou schválil lotyšský prezident Egils Levits.
Vlajku Zemgalska schválil lotyšský prezident Edgars Rinkēvičs dne 29. září 2023 a vlajku Sélska dne 10. ledna 2024.
Užívána jsou též vlajka Kuronska, ta je však (zatím) zřejmě neoficiální.

Latgalsko Poměr stran: 1:2
Sélsko Poměr stran: 1:2
Kuronsko (zřejmě neoficiální) Poměr stran: 1:2
Zemgalsko Poměr stran: 1:2